# Borbély László (író)
Borbély László (Budapest, 1905. április 21. – 2002. április) magyar író, újságíró, banktisztviselő. Álneve: Rizai.

## Élete
Gyermekkorát Fiuméban töltötte, majd Trianon után Budapesten élt. A tenger, a tengerészet azonban továbbra is vonzotta: a Duna folyam-tengerjáró hajó matrózaként jutott el a Földközi-tengerre és Egyiptomba, s itt szerzett élményei regényeiben térnek vissza (A tenger hősei, A Poseidon titka). Jogi egyetemet végzett. Évekig dolgozott a rendőri sajtóirodában, vezércikkírója volt az Amerikai Magyar Népszavának, szerkesztője a Magyar Protestánsok Lapjának, sajtótitkára az Országos Bethlen Gábor Szövetségnek, szervezője az évenkénti Országos Protestáns Napok (1938-1943). 1945 után rövid ideig a Magyar Nemzeti Bank kulturális részlegének vezetője volt, a bank Bizalmi Testületének elnöke. Már 1945-ben megkezdődött kiszorítása az irodalmi életből: indexre került A tenger hősei című regénye, melyben Horthy Miklós első világháborús tevékenységének is emléket állított. Állását rövidesen elvesztette, az ÁVO letartóztatta. Ezt követően napi tíz-tizenkét óra nehéz fizikai munkával kereste meg családja számára a betevő falatot – árukihordó, bútorszállító munkás volt. 1956 után átmenetileg visszatért az irodalmi életbe: ifjúsági regényei jelentek meg (Kincskeresők, A senki-szigeti nagy kaland). Újabb elhallgattatását követően 17 évig dolgozott az Atheneaum Nyomda korrektoraként. A rendszerváltozás után a Budaörsi Keresztény Egyleten belül létesült kiadó nyújtott lehetőséget úgy korábban már megjelent, mint a hallgatás éveiben írt regényeinek kiadására, sőt ösztönzést kapott vázlatban megírt regényei, így A Poseidon titka, az Allah kerim és a Vihar Bogárország felett befejezésére és megjelentetésére is. A hatvanas évek közepétől a kilencvenes évek közepéig – kilencvenedik születésnapjáig – a Pasaréti Református Gyülekezet presbitere volt.

## Művei
- Édes János (ifjúsági regény, 1932)
- Egy magyar fiú Kongóban (ifjúsági regény, 1934)
- Este tíztől hajnali háromig (kisregény, 1933)
- Gyilkos kerestetik (szatíra, 1933)
- Nincs megbocsátás (kisregény, 1933)
- A gyilkos arany, regény, Budapest, 1933, 63 oldal, (Gong 44.)
- Ez jó házasság lesz (leányregény, 1935)
- Tengerre magyar! Magyar hajóval Budapesttől Port Saidig (ifjúsági elbeszélés, 1939)
- A tenger hősei (ifjúsági regény, 1940)
- A tengeri medve (elbeszélés, 1940)
- A latin tenger partjain (útirajz, 1943)
- Kincskeresők (ifjúsági regény, 1959)
- A senki-szigeti nagy kaland (ifjúsági regény, 1963) [németül: Stuttgart, 1969], rádiójáték: 1971
- Tizenkét légió (elbeszélés, 1990)
- A Poseidon titka (ifjúsági regény, Budaörs, 1991)
- Allah Kerim (ifjúsági regény, Budaörs, 1992)
- Vihar Bogárország felett (gyermekregény, Budaörs, 1993)
- A titokzatos idegen (elbeszélés, színművek, Budaörs, 1996)

## Díjai
A Svéd Vasa Rend lovagkeresztje, 1935.